# Infiniti QX60
L'Infiniti QX60 (anciennement JX) est un crossover du constructeur automobile japonais Infiniti.

## Motorisation

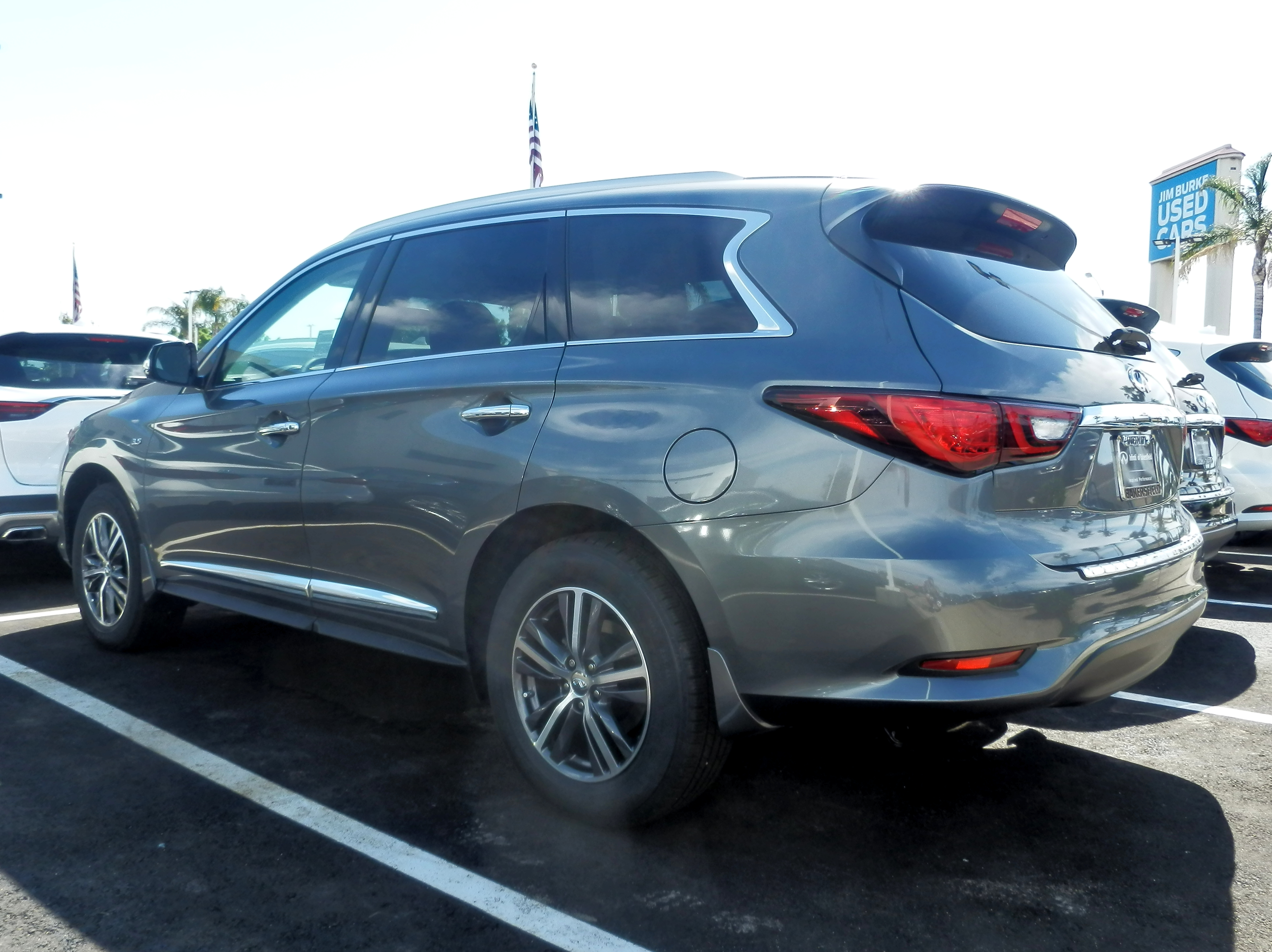
vue de l'arrière

L'Infiniti QX60 possède un moteur V6 de 3,5 litres qui développe 680 chevaux 

### Caractéristiques
| Dimension   | Nombre (mm ou kg) |
| ----------- | ----------------- |
| Empattement | 2 901 millimètres |
| Longueur    | 4 989 millimètres |
| Largeur     | 1 961 millimètres |
| Hauteur     | 1 722 millimètres |
| Poids       | 1 941 kilogrammes |